# 秦彦三郎
秦 彦三郎（はた ひこさぶろう、1890年（明治23年）10月1日 - 1959年（昭和34年）3月20日）は、日本の陸軍軍人。
最終階級は陸軍中将。ロシア通として知られ第二次世界大戦終戦時の関東軍総参謀長。戦後はシベリアに抑留された。

## 略歴
三重県に生まれ、1912年、陸軍士官学校を卒業（24期）して歩兵少尉となる。1915年、歩兵中尉となる。1919年、陸軍大学校を卒業（31期）。1922年、歩兵大尉となり参謀本部員（ロシア班）となり、翌年、関東軍の満州里機関長となる。1926年、ソ連大使館附武官補佐官となり、翌年、歩兵少佐となる。
1930年、ポーランド公使館附武官、ラトビア公使館附武官となる。1931年、歩兵中佐となる。1932年、ルーマニア公使館附武官となる。1933年、参本ロシア班長、翌年、ソ連大使館附武官となる。 1936年、歩兵大佐（新聞班長）となる。
1938年、関東軍司附（ハルピン特務機関長）となり、翌年、陸軍少将となる。1940年、 関東軍参謀副長となり、1941年、関東軍参謀副長（兼秦機関長）となり陸軍中将となる。1942年10月に第34師団長、1943年4月に参謀次長・大本営兵站総監となり、戦局不利な状況の中で作戦指導にあたる。1944年3月から8月までは陸軍大学校校長も兼職した。1945年4月7日、敗戦濃厚の中、関東軍総参謀長となる。同年8月9日、ヤルタ協定に基づきソ連軍が満州と朝鮮に侵攻し、同月18日、満州帝国滅亡。同年8月19日、山田乙三関東軍総司令官と秦は瀬島龍三中佐らを伴い、ジャリコウヴォのアレクサンドル・ヴァシレフスキー元帥（極東ソ連軍総司令官）との停戦交渉を行った。
1945年12月2日、A級戦犯として連合国軍最高司令官より出された第3次逮捕命令のリストに後宮淳大将と共に名前があったが、既にソ連軍により捕らえられシベリア抑留の身であった。1948年（昭和23年）1月31日、公職追放仮指定を受けた。1956年12月26日に復員。

## 逸話
- ロシア語に長ける秦は大佐（陸軍省新聞班長）の頃、ユダヤ系ロシア人の家に下宿して『隣邦ロシア』と言う本を出版している。

## 栄典
位階
- 1913年（大正2年）2月20日 - 正八位[3]

勲章等
- 1940年（昭和15年）8月15日 - 紀元二千六百年祝典記念章[4]

外国勲章佩用允許
- 1941年（昭和16年）12月9日 - 満州帝国：建国神廟創建記念章[5]